# براين دي بالما
براين دي بالما (بالإنجليزية: Brian De Palma) (ولد باسم براين رسل ديبالما في 11 سبتمبر 1940، في نيوارك بولاية نيوجيرسي) مخرج سينمائي أمريكي من أصل إيطالي، مختص في أفلام الإثارة يعتبر من مخرجي موجة هوليوود الجديدة. من أبرز أفلامه: «كاري» (1976)، و «جاهز للقتل» (1980)، و «الوجه ذو الندبة» (1983)، و «طريق كارليتو» (1993)، و «غير المعرضون للمس» (1987)، و «مهمة مستحيلة» (1996). عمل مع العديد من الممثلين، منهم: روبرت دي نيرو وآل باتشينو وجون ترافولتا ونانسي ألين (زوجته سابقا).
تدور موضوعات أفلامه حول التشويق والجريمة والهوس والاضطرابات النفسية. من اللوازم المتكررة في أفلامه: شهوة التلصص والاضطهاد، القرين، الانفصام والعنف.

## حياته
نشأ براين دي بالما في عائلة ذات جذور إيطالية، في فيلادلفيا وبنسلفانيا ونيوهامبشير. بدأ دراسة الفيزياء في جامعة كولومبيا في نيويورك، وسرعان ما أصبح طالبا محاضرا. وهناك بدأ تصوير بعض الأفلام وأطلق بعض الأفلام القصيرة. ترك دراسات الفيزياء، وانتقل إلى كلية خاصة «سارة لورانس» لدراسة الفنون في برونكسفيل (نيويورك). حين قدم في 1962 فيلمه «صحوة ووتان» بكاميرة 16 ملم قدمت له منحة دراسية.
في عام 2015، تم إطلاق فيلم وثائقي عنه بعنوان «دي بالما»، من إخراج «نوح بومباخ» و«جيك بالترو»، يتحدث عن أعماله كمخرج وكاتب سيناريو.

## أفلامه
في منتصف الستينيات صور أول فيلم روائي له «حفل زفاف» مع الشاب روبرت دي نيرو، والذي لم ينشر حتى عام 1969. ثم قدم فيلمين كوميديين أيضا مع دي نيرو «تحيات» و«أهلا أمي!» قدم فيهما الممثل نفس الشخصية، منتج أفلام إباحية. فاز دي بالما بجائزة «الدب الفضي» لأفضل مخرج في مهرجان مهرجان برلين عن فيلم «تحيات».

### هوليوود
بداية السبعينات غادر دي بالما نيويورك واتجه إلى هوليوود ليعمل في أفلام بميزانيات كبيرة. كان أولها عام 1972 الفيلم الكوميدي «اعرف أرنبك» مع الممثل جون أستين ومشاركة أورسن ويلز من إنتاج استوديو وارنر برذرز. ثم قدم أفلاما مستقلة مثل فيلم الرعب «أخوات» (1973) مع الممثلة مارغوت كيدر، وكوميديا الرعب «سراب الجنة» (1974) مع الممثل والملحن بول وليامز. ثم في 1976 قدم لاستوديو كولومبيا بيكتشرز فيلم الإثارة «هاجس» مع الكاتب بول شريدر وبطولة كليف روبرتسون. وفي نفس السنة قدم أكبر انطلاقة له مع فيلم الروحانيات المعروف كاري من إنتاج يونايتد آرتيست المستوحى عن أول رواية للكاتب ستيفن كينغ. أدت الممثلة سيسي سبيسك دور كاري ورشحت لجائزة الأوسكار لأفضل ممثلة. شارك في الفيلم الممثل جون ترافولتا. استخدم دي بالما في الفيلم تقنيات مثل تقسيم الشاشة والحركة البطيئة والعدسة المنقسمة وركز على رواية القصة بصريا بدون الاعتماد على الحوار. ولاقى الفيلم نجاحا نقديا وتجاريا.
عمل دي بالما بشكل متكرر مع الممثلين: تشارلز دورنينج وجيريت غراهام وايمي ايرفينغ و«جينفر سولت» و«ويليام فينلي»، ومع المصورين «ستيفين بوروم» وفيلموس زيغموند. ومع الملحنين «برنارد هيرمان» والإيطالي «بينو دوناجيو». ومع مهندس الديكور «جاك فيسك».

### تأثره بهيتشكوك
تأثير ألفريد هيتشكوك باد في العديد من أفلام دي بالما. حيث استلهم الكثير من موضوعات وأشكال أفلام هيتشكوك، واقتبس المشاهد وطرق السرد السينمائية، مثل اللقطات الطويلة وتقريب الكاميرا بطريقة مماثلة لطريقة هيتشكوك. وتظهر علامات الاقتباس بشكل خاص في أفلام مثل: «اضطراب» (1976)، يرتدي ليقتل (1980)، و«الموت يأتي مرتين» (1984)، التي أخذ فيها هيكلة أفلام هيتشكوك ومشاهد ومواقف منها ونفس رؤية الكاميرا (على الترتيب: دوار (1958)، النفسية (1960)، النافذة الخلفية (1954)). وقد أخذ عليه بعض النقاد ذلك.

## روابط خارجية
- براين دي بالما على موقع IMDb (الإنجليزية)
- براين دي بالما على موقع الموسوعة البريطانية (الإنجليزية)
- براين دي بالما على موقع روتن توميتوز (الإنجليزية)
- براين دي بالما على موقع مونزينجر (الألمانية)
- براين دي بالما على موقع ألو سيني (الفرنسية)
- براين دي بالما على موقع تيرنر كلاسيك موفيز (الإنجليزية)
- براين دي بالما على موقع أول موفي (الإنجليزية)
- براين دي بالما على موقع بوكس أوفيس موجو (الإنجليزية)
- براين دي بالما على موقع قاعدة بيانات الأفلام السويدية (السويدية)
- براين دي بالما على موقع إن إن دي بي (الإنجليزية)